# 秦王府

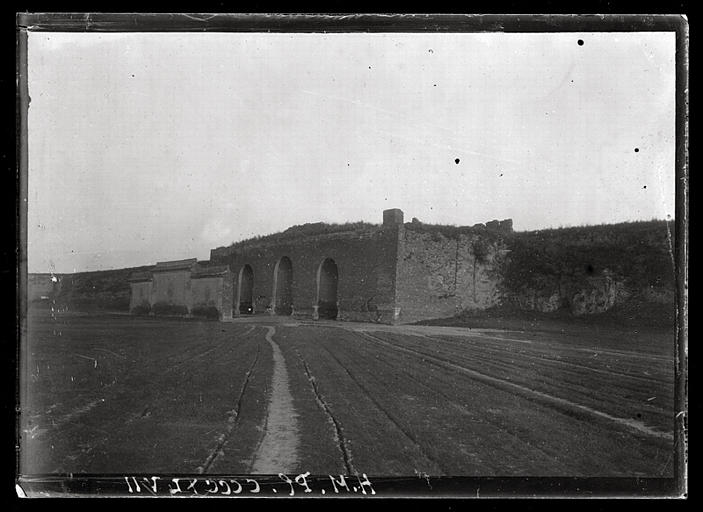
1907年的端履门

明秦王府位於中華人民共和國陝西省西安市新城區，是明朝秦王的王府，也是陕西省文物保护单位，南北671米，东西408米，周长2158米。秦王府之外為府城，共有兩圈城墻，內圈城門設有四座城門，東門為東外門，南門為靈星門，西門為西外門，北門為北外門。外圈同樣為四座城門，東門為體仁門，南門為端履門，西門為遵義門，北門為廣智門。1370年，朱元璋之子朱樉被封為秦王，同年秦王府開始修築，由秦王左相耿炳文主持修建。1378年，朱樉入住秦王府。明朝末年，李自成攻入西安，秦王朱存樞向李自成投降，秦王府成為大順王府。清朝時，秦王府的宮殿被拆，基本僅存城墻。西安事變時，楊虎城曾將此地作為其指揮中樞。中華人民共和國建國後，體仁門、端履門和遵義門又被拆除，僅剩下廣智門和部分城墻。陝西省人民政府曾在秦王府辦公。1985年，廣智門又被拆除。2003年，明秦王府城墙遗址被列为陕西省第四批文物保护单位。2020年中国南方水灾期間，8月8日上午，由於受到連日暴雨影響，明秦王府城墙遗址修复保护砌体约20米发生坍塌，導致一辆公交车、三辆私家车受损，4人受轻伤。